# Williams FW12
Williams FW12 byl vůz formule 1 týmu Canon Williams nasazený pro rok 1988. Upravená verze vozu Williams FW12C byla používána v roce 1989. Vozidlo pilotovali Britové Nigel Mansell a Martin Brundle, Francouz Jean-Louis Schlesser, Belgičan Thierry Boutsen a Ital Riccardo Patrese.

## Kompletní výsledky ve Formuli 1
| Legenda k tabulce | Legenda k tabulce                                                                       |
| Barva             | Výsledek                                                                                |
| ----------------- | --------------------------------------------------------------------------------------- |
| Zlatá             | Vítěz                                                                                   |
| Stříbrná          | 2. místo                                                                                |
| Bronzová          | 3. místo                                                                                |
| Zelená            | Bodované umístění                                                                       |
| Modrá             | Nebodované umístění                                                                     |
| Modrá             | Dokončil neklasifikován (NC)                                                            |
| Fialová           | Odstoupil (Ret)                                                                         |
| Červená           | Nekvalifikoval se (DNQ)                                                                 |
| Červená           | Nepředkvalifikoval se (DNPQ)                                                            |
| Černá             | Diskvalifikován (DSQ)                                                                   |
| Bílá              | Nestartoval (DNS)                                                                       |
| Bílá              | Závod zrušen (C)                                                                        |
| Světle modrá      | Pouze trénoval (PO)                                                                     |
| Světle modrá      | Páteční testovací jezdec (TD)                                                           |
| Bez barvy         | Netrénoval (DNP)                                                                        |
| Bez barvy         | Vyřazen (EX)                                                                            |
| Bez barvy         | Nepřijel (DNA)                                                                          |
| Bez barvy         | Odvolal účast (WD)                                                                      |
| Bez barvy         | Nezúčastnil se (prázdné)                                                                |
| Označení          | Význam                                                                                  |
| Tučnost           | Pole position                                                                           |
| Kurzíva           | Nejrychlejší kolo                                                                       |
| †                 | Jezdec nedojel do cíle, ale byl klasifikován, protože odjel více než 90 % délky závodu. |
| ‡                 | Byl udělován poloviční počet bodů, protože bylo odjeto méně než 75 % délky závodu.      |
| Horní index       | Umístění bodujících jezdců ve sprintu                                                   |

| Rok  | Šasi           | Motor               | Pneu | Jezdci    | 1   | 2   | 3   | 4   | 5   | 6   | 7   | 8   | 9   | 10  | 11  | 12  | 13  | 14  | 15  | 16  | Body    | Umístění |
| ---- | -------------- | ------------------- | ---- | --------- | --- | --- | --- | --- | --- | --- | --- | --- | --- | --- | --- | --- | --- | --- | --- | --- | ------- | -------- |
| 1988 | Williams FW12  | Judd CV 3.5 V8      | G    |           | BRA | SMR | MON | MEX | CAN | DET | FRA | GBR | GER | HUN | BEL | ITA | POR | ESP | JPN | AUS | 20      | 7.       |
| 1988 | Williams FW12  | Judd CV 3.5 V8      | G    | Mansell   | Ret | Ret | Ret | Ret | Ret | Ret | Ret | 2   | Ret | Ret |     |     | Ret | 2   | Ret | Ret | 20      | 7.       |
| 1988 | Williams FW12  | Judd CV 3.5 V8      | G    | Brundle   |     |     |     |     |     |     |     |     |     |     | 7   |     |     |     |     |     | 20      | 7.       |
| 1988 | Williams FW12  | Judd CV 3.5 V8      | G    | Schlesser |     |     |     |     |     |     |     |     |     |     |     | 11  |     |     |     |     | 20      | 7.       |
| 1988 | Williams FW12  | Judd CV 3.5 V8      | G    | Patrese   | Ret | 13  | 6   | Ret | Ret | Ret | Ret | 8   | Ret | 6   | Ret | 7   | Ret | 5   | 6   | 4   | 20      | 7.       |
| 1989 | Williams FW12C | Renault RS1 3.5 V10 | G    |           | BRA | SMR | MON | MEX | USA | CAN | FRA | GBR | GER | HUN | BEL | ITA | POR | ESP | JPN | AUS | 54 (77) | 2.       |
| 1989 | Williams FW12C | Renault RS1 3.5 V10 | G    | Boutsen   | Ret | 4   | 10  | Ret | 6   | 1   | Ret | 10  | Ret | 3   | 4   | 3   |     |     |     |     | 54 (77) | 2.       |
| 1989 | Williams FW12C | Renault RS1 3.5 V10 | G    | Patrese   | 15  | Ret | 15  | 2   | 2   | 2   | 3   | Ret | 4   | Ret | Ret | 4   |     | 5   |     |     | 54 (77) | 2.       |